# Gardiner Expressway
La Frederick G. Gardiner Expressway, conocida localmente como The Gardiner, es una autopista que discurre desde el sur del centro financiero de Toronto hasta los suburbios occidentales de la ciudad. Es una autopista municipal, es decir, que está administrada por la ciudad de Toronto. Se conecta con la Don Valley Parkway en su extremo este, y con la Highway 427 y la Queen Elizabeth Way en su extremo oeste. Ya que es una de las principales vías de transporte de Toronto, y conecta el centro financiero de la ciudad con sus suburbios del oeste (principalmente Mississauga), la Gardiner Expressway es escenario de frecuentes atascos, especialmente en la hora punta.
Por correr próxima a lo largo del litoral de la ciudad, separándola del Lago Ontario, es considerada por muchos como un desastre de planificación urbana. No obstante, las soluciones al problema, tales como el soterramiento de tramos de la autopista, son improbables incluso a largo plazo.